# Great Zeppelin: A Tribute to Led Zeppelin
Great Zeppelin: A Tribute to Led Zeppelin è album di cover pubblicato dal gruppo musicale statunitense Great White nel 1999, interamente dedicato alle canzoni dei Led Zeppelin.
È stato registrato dal vivo in occasione di un concerto tenuto dal gruppo al Galaxy Theatre di Santa Ana in California nel dicembre del 1996 e pubblicato dall'etichetta francese Axe Killer. L'edizione americana è uscita su etichetta Deadline Records nel 1999. Canzoni tratte da questo album appaiono su molte raccolte e anche, come tracce bonus, su ristampe di vecchi dischi dei Great White.
L'album è stato ristampato nel 2005 dall'etichetta canadese Legacy sotto il titolo di Great White Salutes Led Zeppelin.

## Tracce
Testi e musiche di Jimmy Page e Robert Plant, eccetto dove indicato.
1. In the Light – 6:06 (Page, Plant, John Paul Jones)
2. Living Loving Maid (She's Just a Woman) – 3:30
3. Ramble On – 5:11
4. Since I've Been Loving You – 6:44 (Page, Plant, Jones)
5. No Quarter – 8:02 (Page, Plant, Jones)
6. Tangerine – 3:05 (Page)
7. Going to California – 4:13
8. Thank You – 4:37
9. D'yer Mak'er – 4:44 (Page, Plant, Jones, John Bonham)
10. All My Love – 6:12 (John Paul Jones, Robert Plant)
11. Immigrant Song – 2:21
12. When the Levee Breaks – 6:51 (Page, Plant, Jones, Bonham, Memphis Minnie)
13. The Rover – 6:00
14. Stairway to Heaven – 8:35

## Formazione
- Jack Russell – voce
- Mark Kendall – chitarre
- Michael Lardie – chitarre, tastiere
- Sean McNabb – basso
- Audie Desbrow – batteria